# Hrdoňovice
Hrdoňovice je vesnice, část obce Újezd pod Troskami v okrese Jičín. Nachází se asi 1,5 km na jih od Újezdu pod Troskami. Prochází tudy železniční trať Mladá Boleslav - Stará Paka a silnice II/281 Dolní Bousov - Újezd pod Troskami. V roce 2009 zde bylo evidováno 71 adres. V roce 2001 zde trvale žilo 92 obyvatel.
Hrdoňovice leží v katastrálním území Újezd pod Troskami o výměře 7,56 km2.

## Historie
První písemná zmínka o obci pochází z roku 1364.

## Pamětihodnosti
- kaplička panny Marie
- krucifix s kamenným pilířem
- pomník obětem I. světové války

## Fotogalerie

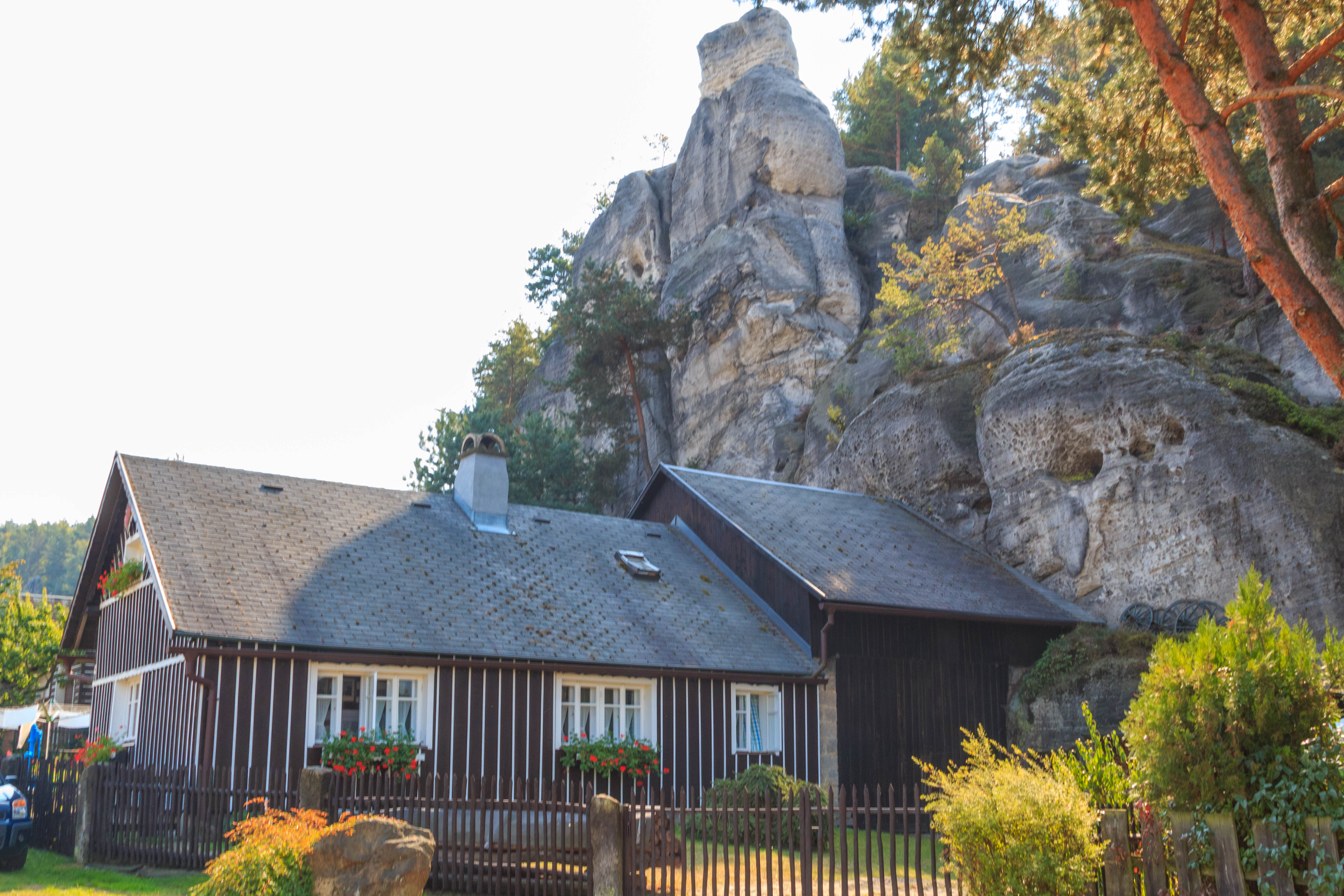
Hrdoňovice – čp. 41
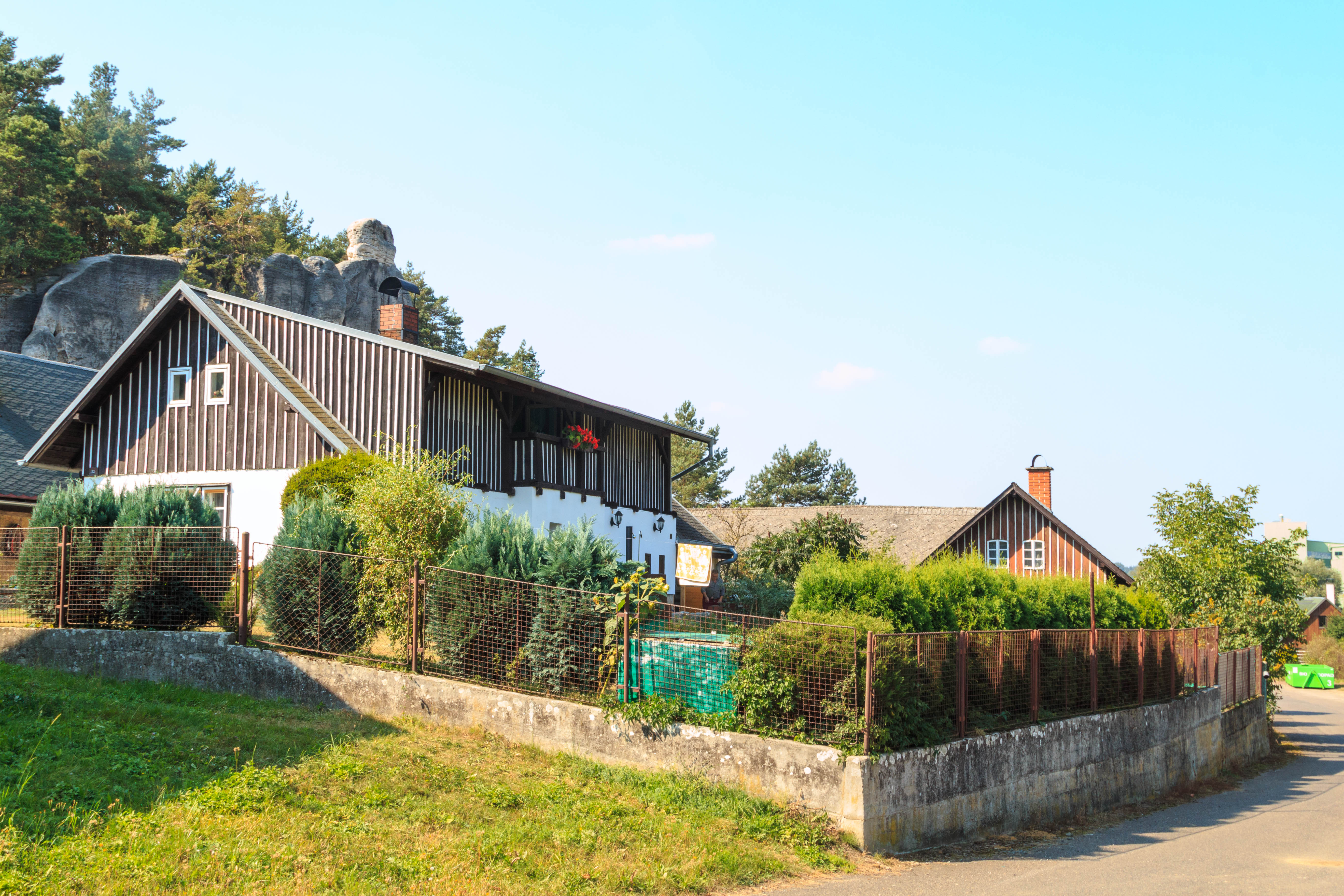
Hrdoňovice – čp. 31
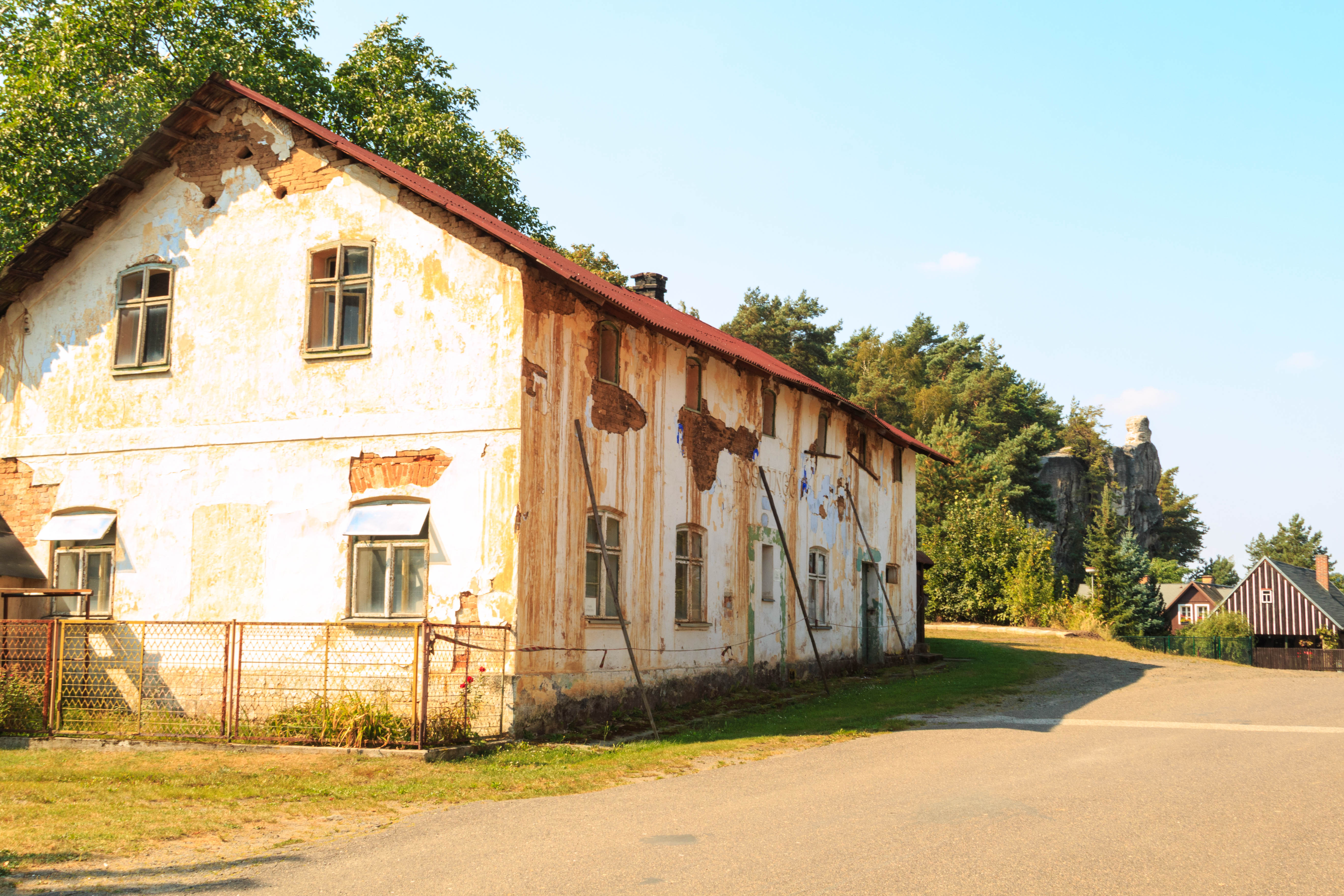
Hrdoňovice – čp. 44
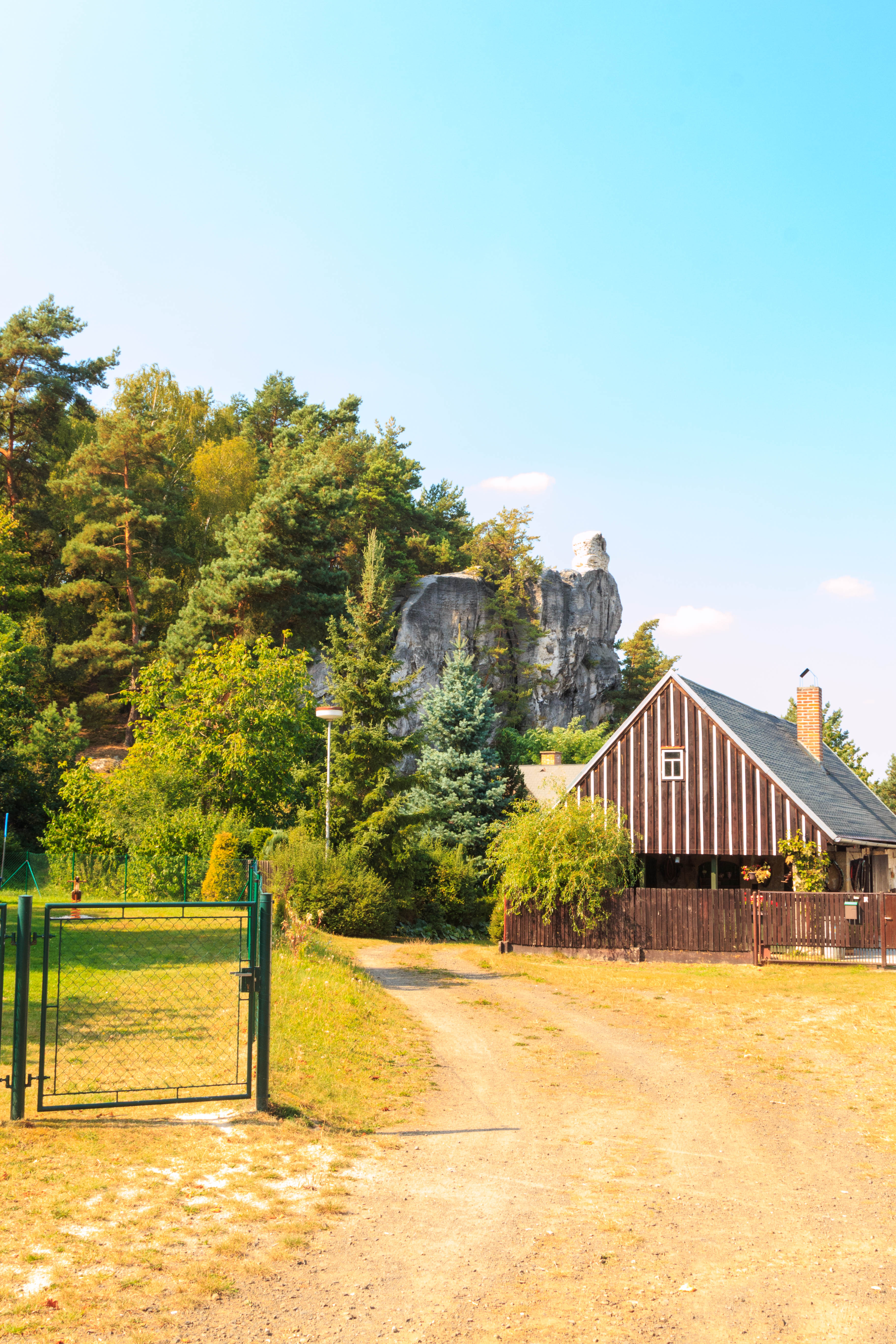
Hrdoňovice – čp. 32